# Michael Jackson (författare)
Michael Jackson, även känd som Beer Hunter, född 27 mars 1942 i Wetherby, West Yorkshire, död 30 augusti 2007 i Hammersmith, London, var en brittisk författare och expert på öl och whisky.